# Friedrich Wilhelm von Erdmannsdorff

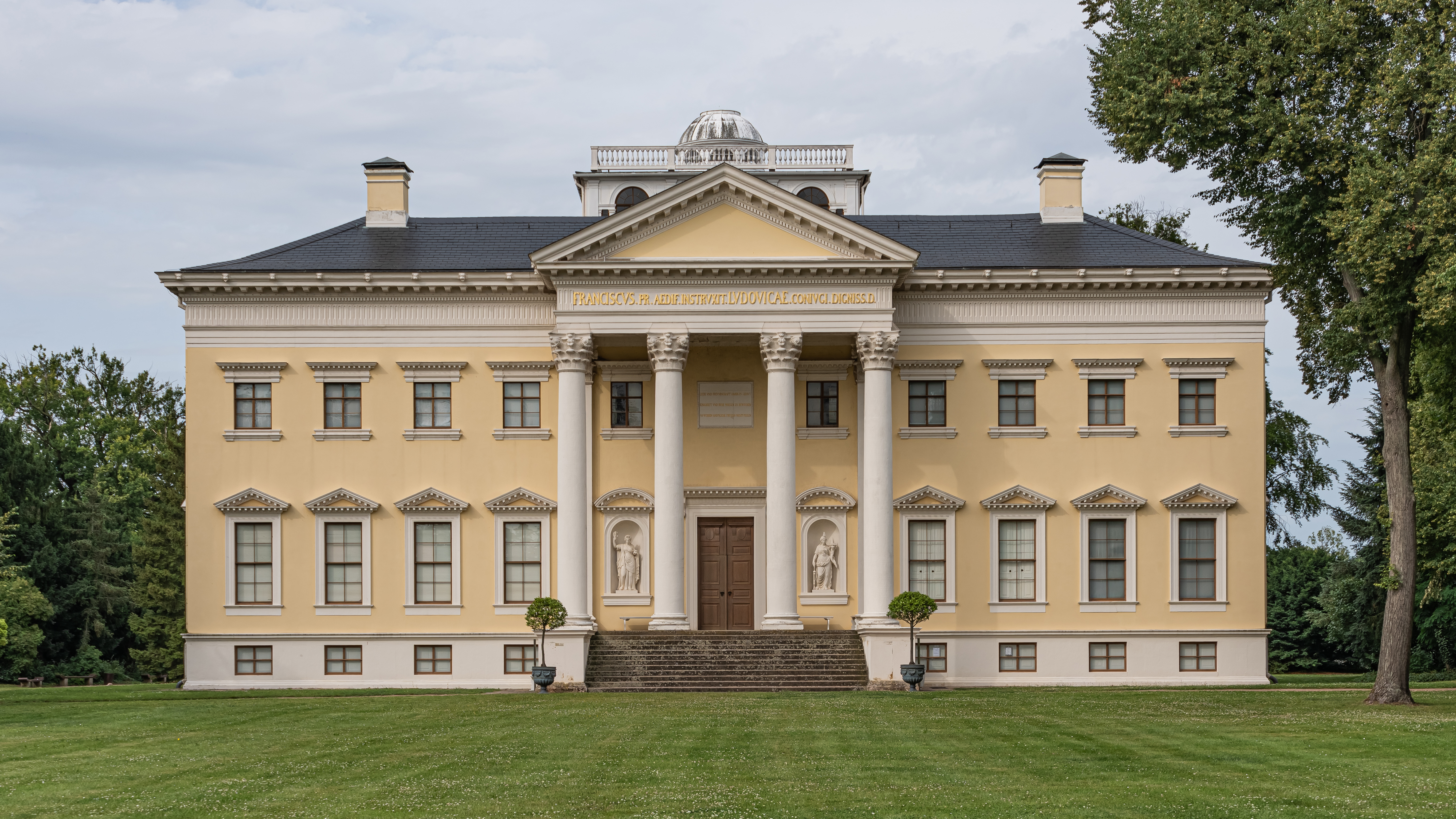

Friedrich Wilhelm baron von Erdmannsdorff (né le 18 mai 1736 à Dresde et mort le 9 mars 1800 à Dessau) est un architecte et théoricien de l'architecture saxon de la période des Lumières.
Erdmannsdorff (de) est considéré comme le représentant le plus important du premier classicisme allemand. Selon ses plans, le château de Wörlitz (de) est construit dans le parc de Wörlitz (de) près de Dessau en tant que premier château classique du continent européen. Son élève le plus célèbre est Friedrich Gilly, le professeur de Karl Friedrich Schinkel .

## Biographie
Erdmannsdorff est le fils du baron Ernst Ferdinand von Erdmannsdorff (de), fonctionnaire de la cour saxonne, et de son épouse Henriette Margarethe von Heßler.
Après une première formation auprès de Wüstemann à Dresde et d'Eléazar Mauvillon à Leipzig  ainsi qu'une formation à l'Académie de chevalerie de Dresde (de) de 1750 à 1754, il rencontre François d'Anhalt-Dessau au cours de ses études ultérieures à l'Université de Wittemberg dans les années 1754-1757, au service duquel il entre en 1758. Sa renommée ultérieure doit notamment être considérée en relation étroite avec le prince d'Anhalt et les installations de Wörlitz créées à cette époque. Lié aux idéaux éducatifs du siècle des Lumières, le prince François poursuit l'objectif de transformer ses terres en un royaume de jardins cohérent. En plus d'embellir le paysage, des maisons de campagne de styles architecturaux variés, des temples architecturaux basés sur l'Antiquité, des ponts et des monuments devraient être construits et devraient être accessibles à tous, quel que soit leur statut. Il charge son ami, l'architecte Erdmannsdorff, de concevoir la conception architecturale du complexe.
Lors de voyages d'études entre 1761 et 1775 dans les États italiens, aux Pays-Bas, en Angleterre, en France et en Suisse, Erdmannsdorff peut acquérir des impressions importantes pour la conception architecturale des installations de Wörlitz. En partie lors d'un voyage avec le prince, il se familiarise avec le style des architectes écossais Robert Adam et James Adam (Adam Style). Il est également impressionné par l'architecte William Chambers. À Rome, Erdmannsdorff fait la connaissance de l'antiquaire Johann Joachim Winckelmann et de l'architecte Charles-Louis Clérisseau. Il entre en contact avec le constructeur Giovanni Battista Piranesi et le peintre Jacob Philipp Hackert.
L'art et la culture contemporaine en Angleterre ont une influence particulière sur lui. L'architecture du classicisme anglais, calquée sur la structure stricte des façades de Palladio, peut être reconnue dans les conceptions ultérieures d'Erdmannsdorff. Il devient le modèle le plus important aux côtés de l’architecture et de la décoration intérieure de l’Italie ancienne. Dans ce style, il crée, entre autres, le château de Wörlitz, le premier château classique du continent européen. Même si Erdmannsdorff préfère ce style architectural, des bâtiments sont également construits selon ses plans dans le style néo-gothique privilégié par le prince François. Il met notamment en œuvre les impressions acquises lors de son voyage en Angleterre en construisant la « Maison gothique » dans le complexe de Wörlitz. Le renouveau du style gothique trouve son origine dans l’architecture anglaise.

En 1781, alors qu'il travaille à Anhalt-Dessau, il se marie avec Wilhelmine von Ahlimb (de), fille du colonel prussien Joachim Wilhelm von Ahlimb (de) (1701-1763). Il a deux filles avec elle.
En 1786, le roi de Prusse Frédéric-Guillaume II nomme Erdmannsdorff à sa résidence. Avec de courtes interruptions, il travaille pour lui à Berlin et Potsdam jusqu'en 1789. Au cours de sa première année, il devient membre honoraire de « l'Académie royale des arts et des sciences mécaniques » de Berlin. Dans le même temps, il est chargé de réaménager la chambre et le bureau vétustes du défunt roi de Prusse Frédéric le Grand au palais de Sanssouci à Potsdam. Selon les plans d'Erdmannsdorff, le premier intérieur des palais de Potsdam et de Berlin est créé, conçu de manière cohérente dans le style du classicisme. D'autres travaux d'aménagement intérieur du château de Berlin ont lieu entre 1787 et 1789. En plus de ce travail, il travaille principalement comme consultant sur les questions d'art, de culture et d'éducation dans le Brandebourg-Prusse.
Entre 1789 et 1790, Erdmannsdorff séjourne de nouveau dans les États italiens. À Rome, il fait la connaissance des peintres Angelika Kauffmann et Jakob Philipp Hackert ainsi que des sculpteurs Alexander Trippel (de), Antonio Canova et Bartolomeo Cavaceppi. Après un voyage à Weimar en 1791 avec le prince François d'Anhalt-Dessau, des séjours aux cours de Gotha, Cassel et Karlsruhe s'ensuivent. En 1796, Erdmannsdorff prend la direction artistique de la Société chalcographique de Dessau (de), fondée en 1795, dont le but est de vulgariser les œuvres artistiques grâce à la gravure sur cuivre.

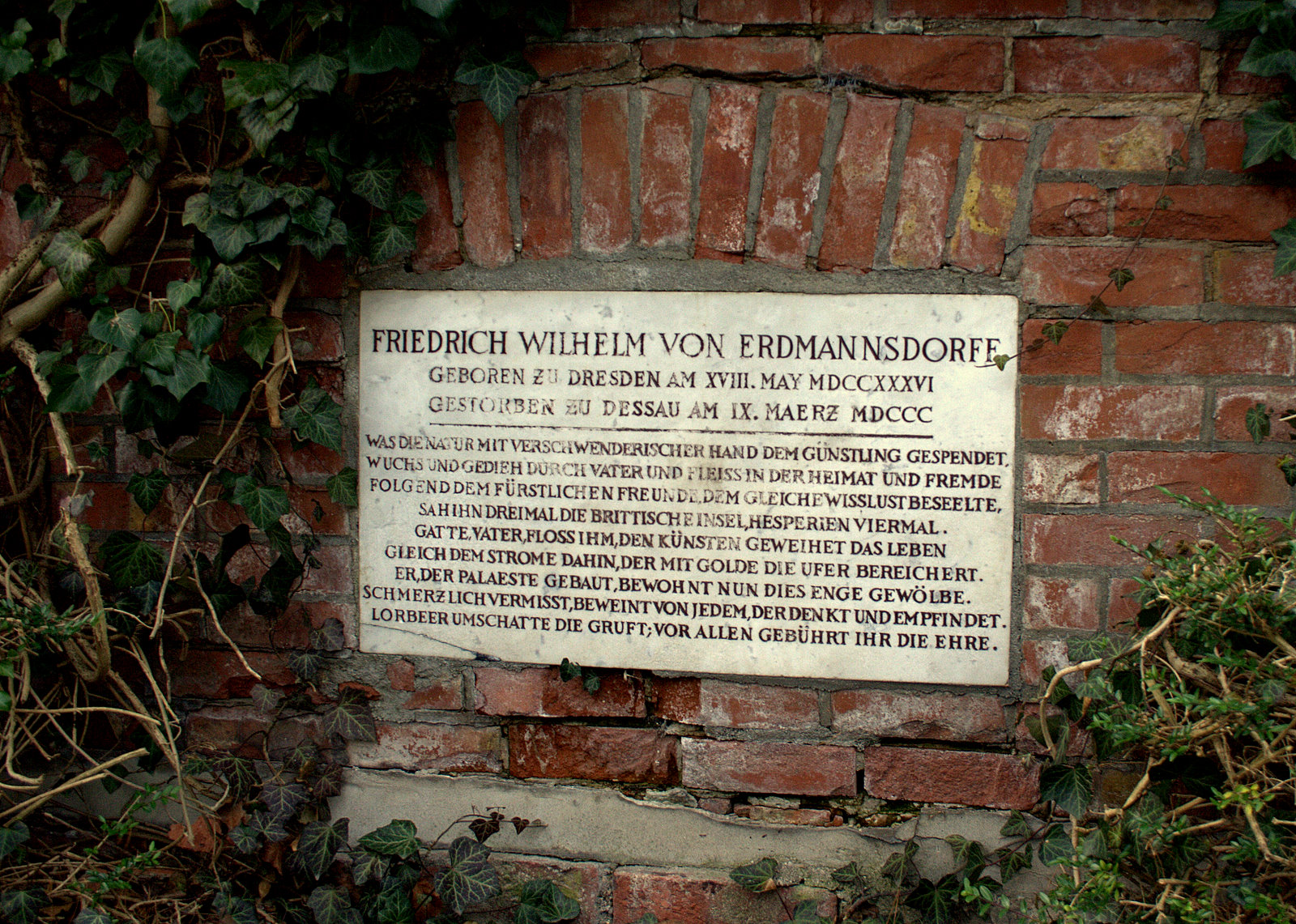
Pierre tombale d'Erdmannsdorf sur le nouveau cimetière de Dessau

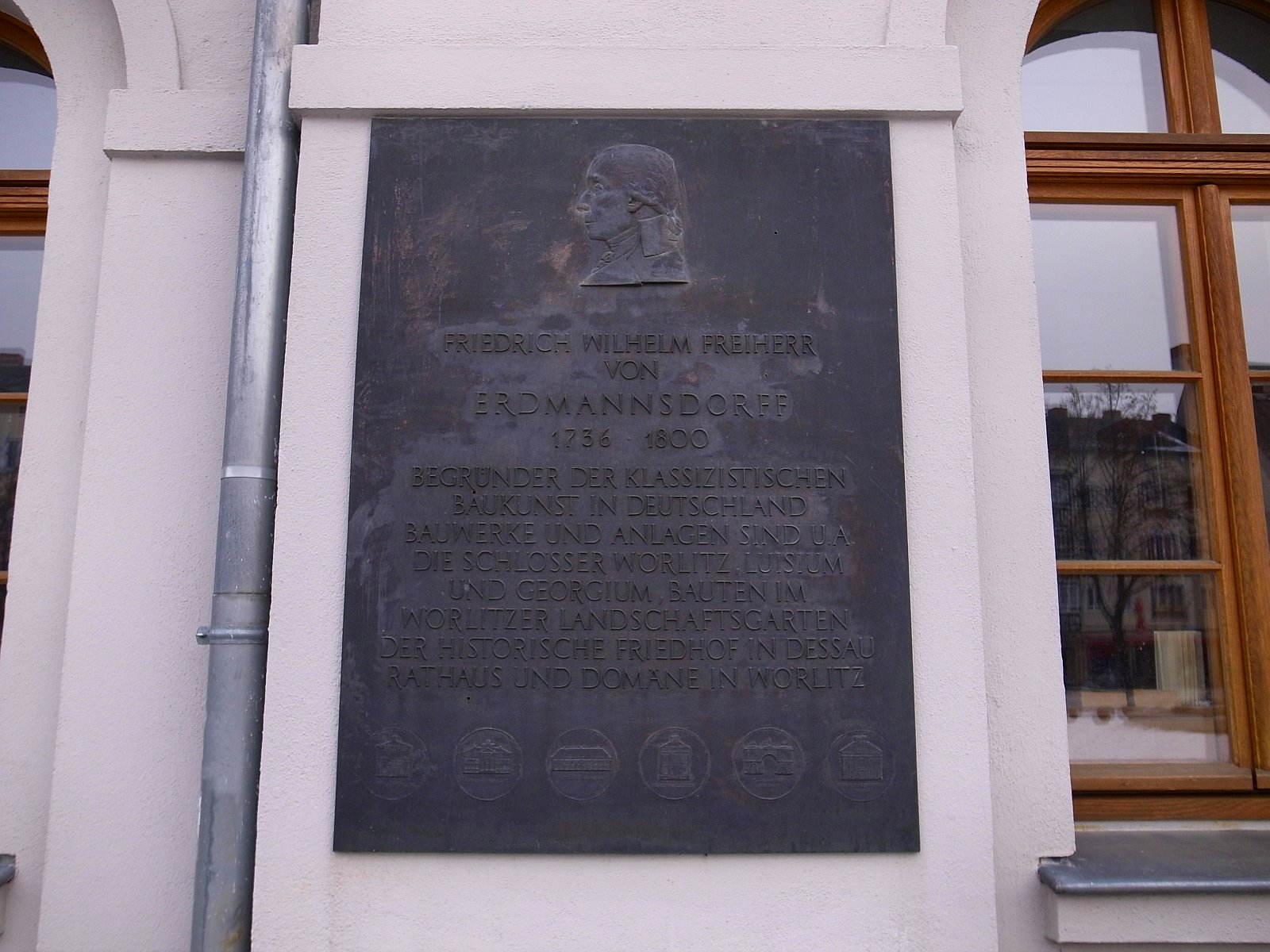
Plaque commémorative pour Friedrich Wilhelm von Erdmannsdorff à la Bibliothèque d'État d'Anhalt

Le baron Friedrich Wilhelm von Erdmannsdorff décède le 9 mars 1800 à Dessau à l'âge de 64 ans. Sa tombe se trouve au Nouveau cimetière (de) (Cimetière historique I) à Dessau.
Erdmannsdorff n'occupe jamais de poste formel dans l'administration ou le gouvernement d'Anhalt-Dessau ou de tout autre pays. Il exerce son travail de maître d'œuvre et son influence sur l'art contemporain exclusivement grâce à son étroite amitié avec François d'Anhalt-Dessau. Il n’exerce également jamais d’activités d’enseignement formelles. Sa grande influence sur les artistes classiques prussiens tels que Friedrich Gilly, Carl Gotthard Langhans et Gottfried Schadow vient du fait qu'ils ont travaillé pour lui sur ses projets de construction à Berlin.
L'astéroïde (55759) Erdmannsdorff porte son nom le 10 novembre 2003.

## Bâtiments et conceptions
Wörlitz / Parc de Wörlitz
- 1767-1768 : Nymphée
- 1769-1773 : Château de Wörlitz (de)
- 1770-1772 : Bâtiment de cuisine avec salle d'été
- 1769 : Corps de garde au cheval (de)
- 1772 : Corps de garde des remparts (de)
- 1773 : Maison gothique (de)
- 1783-1787 : Domaine de Wörlitz (de)
- 1785-1787 : « Gasthof zum Eichenkranz »
- 1787-1790 : Synagogue
- 1788 : Pont Friederiken (de)
- 1791-1794 : Villa Hamilton (île rocheuse « Stein »)
- 1792-1795 : Hôtel de ville
- 1794 : Temple de Vénus
- 1795-1797 : Panthéon (de)
- 1796 : Prévôté
- 1797-1798 : Temple de la Flore
- 1798 : Morgue et maison du surveillant au cimetière chrétien (de)

(également divers pavillons de jardin et architecture)
Dessau
- 1767 : Cabinet de la princesse et grande salle de bal du château de Dessau (de)
- 1774-1778 : Château de Luisium (de)
- 1775 : Pavillons du Lustgarten
- 1777 : Théâtre du Château (de)
- après 1780 : Château de Georgium
- après 1780 : Maison d'hôtes et divers petits bâtiments dans le parc Georgium
- après 1780 : Immeuble d'habitation Poststrasse 11/12
- après 1780 : Immeuble d'habitation à la Schlossstrasse 3
- après 1780 : Zerbster Straße 52
- 1787 : Nouveau cimetière (de) et portail du cimetière
- 1789: Poste de douane de l'Elbe (de)
- 1790-1791 : Piste équestre
- 1792 : Écuries royales et appartement du maître des écuries de la cour
- 1792 : Palais Waldersee (de), Zerbster Straße 10
- 1793 : Orangerie et poste de garde principal
- 1796 : Maisons-ponts sur le pont Mulde
- 1797 : Palais Branconi (de) (« Palais de Cristal »), Zerbster Straße 36
- 1798 : Maison Zerbster Straße 69
- 1798 : Théâtre de la Cour
- 1798 : Immeuble d'habitation à la Wallstrasse 10

Potsdam
- 1786 : Réaménagement du bureau et de la chambre de Frédéric le Grand au palais de Sanssouci
- 1790 : Palais de Marbre, décoration de l'intérieur

Berlin
- 1787-1789 : Réaménagement de certaines pièces du château de Berlin (salle des libérations conditionnelles, grande salle des colonnes, chambre française bleue, chambre française verte, salle à manger)